# Parthenopea subterranea
Parthenopea subterranea är en kräftdjursart som beskrevs av Robby August Kossmann. Enligt Catalogue of Life ingår Parthenopea subterranea i släktet Parthenopea och familjen Lernaeodiscidae, men enligt Dyntaxa är tillhörigheten istället släktet Parthenopea och familjen Peltogastridae. Arten är reproducerande i Sverige. Inga underarter finns listade i Catalogue of Life.